# 克拉托斯
克拉托斯（力量）是希腊神话中拟人化的“力量”。他是泰坦神帕拉斯和斯梯克斯的儿子，也是尼刻、比亚和仄洛斯的兄弟。按照埃斯库罗斯的安排，他同比亚及赫淮斯托斯一起束缚普罗米修斯。由於他曾經剝奪普羅米修斯的人身自由，所以在普羅米修斯恢復自由之後，便被忒弥斯下令懸樑自殺。

## 大眾文化中
- 在知名歐美电子游戏系列《戰神》中的作為男主角，以戰神身份登場。